# Tyskland i olympiska spelen
Tyskland har under olika namn deltagit vid de flesta av de moderna olympiska spelen sedan 1896. Landet har tagit över 500 guldmedaljer, vilket placerar dem på andra plats i den totala medaljligan, efter USA. Tyskland var värdnation 1936, både för sommar- och vinterspelen. 1972 var Västtyskland värdnation för sommarspelen i München. 1920, 1924 och 1948 var Tyskland, på grund av första och andra världskriget, inte välkommet att delta vid spelen.

## Historia

### 1896–1912

1896–1912

Tyskland var med i de olympiska spelen då de startade 1896, trots de oroliga relationerna mellan Tyskland under kejsar Wilhelm II och Frankrike, där Pierre de Coubertin blåste nytt liv i olympiska spelen. De första spelen var spända på grund av det fransk-tyska kriget 1870-71.
Vid de olympiska sommarspelen 1900 i Paris fick Tyskland nöja sig med en sjundeplats i medaljligan. I gymnastiken kom de tyska gymnasterna inte bättre än på 53:e plats, medan fransmännen tog de 18 främsta placeringarna. Det var fransmännen som anordnade tävlingen, och domarna dömde franskt. Resultatet kan jämföras med 1896, då tyskarna tog inte mindre än fem guld, tre silver och två brons.
Olympiska sommarspelen 1916 skulle ha hållits i Tysklands huvudstad Berlin, men spelen ställdes in på grund av första världskriget.

### 1920–1948

1928–1932,
1952–1956,
sedan 1972

Efter första världskriget blev Tyskland en republik. Tyskland bytte således flagga till en äldre, som härstammade från 1800-talets demokratirörelser. Freden i Versailles 1919 innebar att Tyskland fick skulden för första världskriget, och fick inte lov att vara med vid olympiska sommarspelen 1920. De andra nationerna som också blivit anklagade kunde komma tillbaka 1924 i Paris, men inte Tyskland, först året därpå slopades förbudet. Detta hade troligtvis att göra med den fransk-belgiska ockupationen av Ruhr och Rhenlandet 1923–1925.
Efter 16 års frånvaro kunde en ny generation tyska idrottare delta i olympiska sommarspelen 1928, där landet slutade på andra plats i medaljligan. Vid olympiska sommarspelen 1932 i Los Angeles kom Tyskland på nionde plats, med endast tre guldmedaljer. Landet tog dock många silvermedaljer, 12 stycken.

1936

På våren 1931 utsågs Berlin till värdstad för olympiska sommarspelen 1936. Mellan 1933 och 1945 styrdes Tyskland av nazisterna och landet bytte flagga igen både 1933 och 1935. För första gången slutade Tyskland på första plats i medaljligan, före USA. 
Olympiska sommarspelen 1940 och 1944 ställdes in på grund av andra världskriget. Tyskland och Italien fick ingen inbjudan till olympiska sommarspelen 1948.

### 1952–1988

1960–1968

Vid olympiska sommarspelen 1952 deltog endast deltagare från Västtyskland och från Saarland. Saarland fick delta som egen nation, eftersom det var ockuperat av fransmännen och inte blev en del av Västtyskland förrän i oktober 1956. Västtyskland använde koden GER från 1968 till 1976, men senare användes koden FRG av IOK, som introducerades 1980.
Tysklands förenade lag innebar att idrottare från två nationer kunde delta under en flagga och en nationalsång, mellan 1956 och 1964. IOK listar idag inte dessa insatser till Tyskland, utan som ett eget lag, Equipe Unifiée Allemande (EUA).

1968–1988

Idrottare från Östtyskland började delta som egen nation då Tysklands förenade lag slutade att existera. Från 1968 till 1980, och även 1988, deltog Östtyskland som egen nation. Under 1980-talet deltog båda staterna i varsin bojkott av sommarspelen. Många västländer, inklusive Västtyskland, bojkottade olympiska sommarspelen 1980 i Moskva, på grund av invasionen av Afghanistan i december 1979. Som hämnd bojkottade 14 länder världen över, däribland alla öststatsländer utom Rumänien, OS i Los Angeles 1984.
1990 återförenades Tyskland, och nationen började tävla under ett och samma namn igen.

## Medaljer

### Medaljer efter sommarspel
| Spel                            | Guld          | Silver        | Brons         | Totalt        | Lag                    |
| 1896 Aten                       | 6             | 5             | 2             | 13            | Tyskland               |
| 1900 Paris                      | 4             | 3             | 2             | 9             | Tyskland               |
| 1904 St Louis                   | 4             | 5             | 6             | 15            | Tyskland               |
| 1908 London                     | 3             | 5             | 5             | 13            | Tyskland               |
| 1912 Stockholm                  | 5             | 13            | 7             | 25            | Tyskland               |
| 1920 Antwerpen                  | Inte inbjuden | Inte inbjuden | Inte inbjuden | Inte inbjuden | Inte inbjuden          |
| 1924 Paris                      | Inte inbjuden | Inte inbjuden | Inte inbjuden | Inte inbjuden | Inte inbjuden          |
| 1928 Amsterdam                  | 10            | 7             | 14            | 31            | Tyskland               |
| 1932 Los Angeles                | 3             | 12            | 5             | 20            | Tyskland               |
| 1936 Berlin                     | 38            | 26            | 30            | 94            | Tyskland               |
| 1948 London                     | Inte inbjuden | Inte inbjuden | Inte inbjuden | Inte inbjuden | Inte inbjuden          |
| Helsingfors 1952                | 0             | 7             | 17            | 24            | Tyskland               |
| Helsingfors 1952                | 0             | 0             | 0             | 0             | Saarland               |
| Melbourne/Stockholm 1956        | 6             | 13            | 7             | 26            | Tysklands förenade lag |
| Rom 1960                        | 12            | 19            | 11            | 42            | Tysklands förenade lag |
| Tokyo 1964                      | 10            | 22            | 18            | 50            | Tysklands förenade lag |
| Mexico City 1968                | 5             | 11            | 10            | 26            | Västtyskland           |
| Mexico City 1968                | 9             | 9             | 7             | 25            | Östtyskland            |
| München 1972                    | 13            | 11            | 16            | 40            | Västtyskland           |
| München 1972                    | 20            | 23            | 23            | 66            | Östtyskland            |
| Montréal 1976                   | 10            | 12            | 17            | 39            | Västtyskland           |
| Montréal 1976                   | 40            | 25            | 25            | 90            | Östtyskland            |
| Moskva 1980                     | Bojkottade    | Bojkottade    | Bojkottade    | Bojkottade    | Västtyskland           |
| Moskva 1980                     | 47            | 37            | 42            | 126           | Östtyskland            |
| Los Angeles 1984                | 17            | 19            | 23            | 59            | Västtyskland           |
| Los Angeles 1984                | Bojkottade    | Bojkottade    | Bojkottade    | Bojkottade    | Östtyskland            |
| Seoul 1988                      | 11            | 14            | 15            | 40            | Västtyskland           |
| Seoul 1988                      | 37            | 35            | 30            | 102           | Östtyskland            |
| Barcelona 1992                  | 33            | 21            | 28            | 82            | Tyskland               |
| Atlanta 1996                    | 20            | 18            | 27            | 65            | Tyskland               |
| Sydney 2000                     | 13            | 17            | 26            | 56            | Tyskland               |
| Aten 2004                       | 13            | 16            | 20            | 49            | Tyskland               |
| Peking 2008                     | 16            | 11            | 14            | 41            | Tyskland               |
| London 2012                     | 11            | 20            | 13            | 44            | Tyskland               |
| Rio de Janeiro 2016             | 17            | 10            | 15            | 42            | Tyskland               |
| Tokyo 2020                      | 10            | 11            | 16            | 37            | Tyskland               |
| Paris 2024                      | 12            | 13            | 8             | 33            | Tyskland               |
| Totalt (Tyskland)               | 218           | 220           | 255           | 693           |                        |
| Totalt (Östtyskland)            | 153           | 129           | 127           | 409           |                        |
| Totalt (Västtyskland)           | 56            | 67            | 81            | 204           |                        |
| Totalt (Tysklands förenade lag) | 28            | 54            | 36            | 118           |                        |
| Totalt                          | 455           | 470           | 499           | 1424          |                        |

### Medaljer efter vinterspel
| Spel                            | Guld          | Silver        | Brons         | Totalt        | Lag                    |
| Chamonix 1924                   | Inte inbjuden | Inte inbjuden | Inte inbjuden | Inte inbjuden | Inte inbjuden          |
| St Moritz 1928                  | 0             | 0             | 1             | 1             | Tyskland               |
| Lake Placid 1932                | 0             | 0             | 2             | 2             | Tyskland               |
| Garmisch-Partenkirchen 1936     | 3             | 3             | 0             | 6             | Tyskland               |
| St Moritz 1948                  | Inte inbjuden | Inte inbjuden | Inte inbjuden | Inte inbjuden | Inte inbjuden          |
| Oslo 1952                       | 3             | 2             | 2             | 7             | Tyskland               |
| Cortina d'Ampezzo 1956          | 1             | 0             | 1             | 2             | Tysklands förenade lag |
| Squaw Valley 1960               | 4             | 3             | 1             | 8             | Tysklands förenade lag |
| Innsbruck 1964                  | 3             | 3             | 3             | 9             | Tysklands förenade lag |
| Grenoble 1968                   | 2             | 2             | 3             | 7             | Västtyskland           |
| Grenoble 1968                   | 1             | 2             | 2             | 5             | Östtyskland            |
| Sapporo 1972                    | 3             | 1             | 1             | 5             | Västtyskland           |
| Sapporo 1972                    | 4             | 3             | 7             | 14            | Östtyskland            |
| Innsbruck 1976                  | 2             | 5             | 3             | 10            | Västtyskland           |
| Innsbruck 1976                  | 7             | 5             | 7             | 19            | Östtyskland            |
| Lake Placid 1980                | 0             | 2             | 3             | 5             | Västtyskland           |
| Lake Placid 1980                | 9             | 7             | 7             | 23            | Östtyskland            |
| Sarajevo 1984                   | 2             | 1             | 1             | 4             | Västtyskland           |
| Sarajevo 1984                   | 9             | 9             | 6             | 24            | Östtyskland            |
| Calgary 1988                    | 2             | 4             | 2             | 8             | Västtyskland           |
| Calgary 1988                    | 9             | 10            | 6             | 25            | Östtyskland            |
| Albertville 1992                | 10            | 10            | 6             | 26            | Tyskland               |
| Lillehammer 1994                | 9             | 7             | 8             | 24            | Tyskland               |
| Nagano 1998                     | 12            | 9             | 8             | 29            | Tyskland               |
| Salt Lake City 2002             | 12            | 16            | 8             | 36            | Tyskland               |
| Turin 2006                      | 11            | 12            | 6             | 29            | Tyskland               |
| Vancouver 2010                  | 10            | 13            | 7             | 30            | Tyskland               |
| Sotji 2014                      | 8             | 6             | 5             | 19            | Tyskland               |
| Pyeongchang 2018                | 14            | 10            | 7             | 31            | Tyskland               |
| Peking 2022                     | 12            | 10            | 5             | 27            | Tyskland               |
| Totalt (Tyskland)               | 104           | 98            | 65            | 267           |                        |
| Totalt (Östtyskland)            | 39            | 36            | 35            | 110           |                        |
| Totalt (Västtyskland)           | 11            | 15            | 13            | 39            |                        |
| Totalt (Tysklands förenade lag) | 8             | 6             | 5             | 19            |                        |
| Totalt                          | 162           | 155           | 118           | 435           |                        |

### Medaljer efter sommarsport
För Östtyskland, Västtyskland, Saarland och Tysklands förenade lag, se deras respektive artiklar.
| Sport           | Guld | Silver | Brons | Totalt |
| Beachvolleyboll | 2    | 1      | 1     | 4      |
| Bordtennis      | 0    | 4      | 5     | 9      |
| Boxning         | 4    | 9      | 11    | 24     |
| Brottning       | 5    | 13     | 11    | 29     |
| Bågskytte       | 0    | 3      | 2     | 5      |
| Cykling         | 15   | 17     | 17    | 49     |
| Fotboll         | 1    | 1      | 4     | 6      |
| Friidrott       | 20   | 30     | 37    | 86     |
| Fäktning        | 5    | 7      | 9     | 21     |
| Gymnastik       | 15   | 12     | 14    | 41     |
| Handboll        | 1    | 2      | 1     | 4      |
| Judo            | 3    | 4      | 15    | 22     |
| Kanotsport      | 36   | 21     | 26    | 83     |
| Landhockey      | 4    | 3      | 4     | 11     |
| Modern femkamp  | 2    | 0      | 1     | 3      |
| Ridsport        | 32   | 15     | 14    | 61     |
| Rodd            | 24   | 16     | 15    | 55     |
| Rugby           | 0    | 1      | 0     | 1      |
| Segling         | 3    | 5      | 7     | 15     |
| Simhopp         | 2    | 8      | 12    | 22     |
| Simning         | 15   | 20     | 32    | 67     |
| Skytte          | 10   | 9      | 5     | 24     |
| Taekwondo       | 0    | 1      | 1     | 2      |
| Tennis          | 3    | 6      | 2     | 11     |
| Triathlon       | 2    | 1      | 0     | 3      |
| Tyngdlyftning   | 6    | 7      | 9     | 22     |
| Vattenpolo      | 1    | 2      | 0     | 3      |
| Totalt          | 212  | 219    | 255   | 686    |

### Medaljer efter vintersport
För Östtyskland, Västtyskland och Tysklands förenade lag, se deras respektive artiklar.
| Sport               | Guld | Silver | Brons | Totalt |
| Alpin skidåkning    | 12   | 8      | 7     | 27     |
| Backhoppning        | 6    | 7      | 3     | 16     |
| Bob                 | 16   | 9      | 7     | 32     |
| Freestyle           | 0    | 1      | 1     | 2      |
| Ishockey            | 0    | 1      | 1     | 2      |
| Konståkning         | 4    | 2      | 3     | 9      |
| Längdskidåkning     | 3    | 10     | 4     | 17     |
| Längdskridskoåkning | 13   | 15     | 10    | 38     |
| Nordisk kombination | 6    | 6      | 4     | 16     |
| Rodel               | 22   | 12     | 9     | 43     |
| Skeleton            | 2    | 3      | 1     | 6      |
| Skidskytte          | 20   | 21     | 13    | 54     |
| Snowboardåkning     | 1    | 4      | 2     | 7      |
| Totalt              | 105  | 99     | 65    | 269    |